# تشوي يي بين
تشوي يي-بين (بالكورية: 최예빈)‏ هي ممثلة كورية جنوبية. ولدت يوم 2 سبتمبر 1998 في سوون في كوريا الجنوبية.

## فيلموغرافيا

### مسلسلات تلفزيونية
| عام       | عنوان         | الدور       | ملاحظة     | مواجع       |
| --------- | ------------- | ----------- | ---------- | ----------- |
| 2020–2021 | بنتهاوس       | ها اون بيول | الموسم 1~3 | [ 5 ]       |
| 2022      | إنه جميل الآن | نا يو نا    |            | [ 6 ] [ 7 ] |
| 2025      | عائلة مثالية  | لي سو يون   |            | [ 8 ]       |

### مسلسلات ويب
| عام  | عنوان         | الدور      | مراجع |
| ---- | ------------- | ---------- | ----- |
| 2021 | الحب والرغبة  | سون دا-اون | [ 9 ] |
| 2023 | لقد حان الليل | جونغ وون   |       |

## روابط خارجية
- تشوي يي بين على موقع IMDb (الإنجليزية)
- تشوي يي بين على موقع روتن توميتوز (الإنجليزية)
- تشوي يي بين على موقع قاعدة بيانات الفيلم (الإنجليزية)